# Evansville (Illinois)
Pour les articles homonymes, voir Evansville.
Evansville est un village situé au centre du comté de Randolph dans l'Illinois, aux États-Unis,. Il est incorporé le 8 août 1903.

## Démographie
Lors du recensement de 2010, le village comptait une population de 701 habitants. Elle est estimée, en 2016, à 668 habitants.

### Source de la traduction
- (en) Cet article est partiellement ou en totalité issu de l’article de Wikipédia en anglais intitulé « Evansville, Illinois » (voir la liste des auteurs).